# نووینکی
نووینکی (به لاتین: Novinki) یک منطقهٔ مسکونی در روسیه است که در استان آرخانگلسک واقع شده‌است.